# عبد النور بكة
عبد النور بكة سياسي جزائري، شغل منصب وزير الشبيبة والرياضة بحكومة عبد الغني الثالثة.